# Xenillus peruensis
Xenillus peruensis är en kvalsterart som beskrevs av J. och P. Balogh 1985. Xenillus peruensis ingår i släktet Xenillus och familjen Xenillidae. Inga underarter finns listade i Catalogue of Life.